# Rhyacophila balangshana
Rhyacophila balangshana is een schietmot uit de
familie Rhyacophilidae. De soort komt voor in het Oriëntaals gebied.